# São Pedro da Aldeia (kommun)
São Pedro da Aldeia är en kommun i Brasilien.   Den ligger i delstaten Rio de Janeiro, i den sydöstra delen av landet, 1 000 km sydost om huvudstaden Brasília. Antalet invånare är 88 013.
Följande samhällen finns i São Pedro da Aldeia:
- São Pedro da Aldeia

Runt São Pedro da Aldeia är det i huvudsak tätbebyggt. Runt São Pedro da Aldeia är det tätbefolkat, med 849 invånare per kvadratkilometer.